# Jakowczyce (przystanek kolejowy)
Jakowczyce (biał. Якаўчыцы, ros. Яковчицы) – przystanek kolejowy w miejscowości Małe Jakowczyce, w rejonie żabineckim, w obwodzie brzeskim, na Białorusi. Leży na linii Moskwa - Mińsk - Brześć.